# Gaoqing
Gaoqing är ett härad som lyder under Zibos storstadsmoråde i Shandong-provinsen i norra Kina. Det ligger omkring 93 kilometer nordost om provinshuvudstaden Jinan. 